# Experimento de Radio Cherenkov en Hielo
El Experimento de hielo de radio Cherenkov (RICE, de sus siglas en inglés Radio Ice Cherenkov Experiment) es un experimento diseñado para detectar la emisión de Cherenkov en el régimen radioeléctrico del espectro electromagnético de la interacción de neutrinos de alta energía (mayores de 1 PeV) con la capa de hielo antártico. Los objetivos de este experimento son determinar el potencial de la técnica de radio-detección para medir el flujo de neutrinos cósmicos de alta energía, determinar las fuentes de este flujo y medir las secciones transversales de los neutrinos en energías superiores a las accesibles con los aceleradores existentes. Este experimento también tiene sensibilidad a los neutrinos de los brotes de rayos gamma, así como a las partículas cargadas altamente ionizantes (monopolos, por ejemplo) que atraviesan la Antártida.
"Experimento de hielo de radio Cherenkov" ("RICE") es un experimento diseñado para detectar la emisión en el régimen radioeléctrico del espectro electromagnético de la interacción de alta energía. neutrinos (mayor que 1 PeV) con la capa de hielo Antártida. Los objetivos de este experimento son determinar el potencial de la técnica de radio-detección para medir el neutrino cósmico de alta energía flujo, determinar las fuentes de este flujo, y medir las secciones transversales de neutrinos nucleón en energías superiores a las accesibles con los aceleradores de partículas existentes. Tal experimento también tiene sensibilidad a los neutrinos de los brote de rayos gamma, así como a las partículas cargadas altamente ionizantes (monopolos, por ejemplo) que atraviesan el casquete polar antártico.

## Operación experimental y resultados
Dos antenas fueron instaladas exitosamente durante el verano austral de 1995-96. Durante la temporada 1996-97, un prototipo de varias antenas fue desplegado en el Antarctic Muon And Neutrino Detector Array (AMANDA) que perforó a profundidades de 140-210 metros. Este prototipo demostró la capacidad de desplegar con éxito receptores y transmisores y permitió estimar la temperatura de ruido en el hielo profundo. Varios receptores y transmisores más fueron desplegados en tres nuevos pozos AMANDA durante la temporada 1997-1998, en pozos "secos" dedicados durante la temporada 1998-99, y finalmente en varios pozos AMANDA perforados durante la temporada 1999-2000. Cinco años de toma de datos (dos años de tiempo de vida) dieron como resultado los límites superiores más estrictos sobre el flujo de neutrinos en el intervalo de 50 - 1 PeV - 1 eV, así como los resultados sobre las desviaciones de las secciones transversales del Modelo Estándar y las búsquedas de coincidencias de estallido de rayos gamma. Actualmente, el hardware de RICE se está modificando para su uso en los pozos de sondeo de IceCube que se están perforando entre 2006 y 2010.